# Laviska Shenault
Laviska „Viska“ Shenault Jr. (* 5. Oktober 1998 in Irving, Texas) ist ein US-amerikanischer American-Football-Spieler auf der Position des Wide Receivers für die Buffalo Bills in der National Football League (NFL). Er spielte College Football für die Colorado Buffaloes und wurde beim NFL Draft 2020 in der zweiten Runde von den Jacksonville Jaguars ausgewählt.

## Frühe Jahre und Highschool
Shenault Jr. besuchte die DeSoto High School in DeSoto, Texas. Als Senior hatte er 46 Receptions für 825 Yards und neun Touchdowns. Er engagierte sich an der University of Colorado Boulder, um College-Football zu spielen. Als Neuling an der Highschool spielte Shenault Jr. auch Basketball.

## College
In seinem ersten Jahr in Colorado im Jahr 2017 spielte Shenault Jr. in 12 Spielen und konnte sieben Receptions für 168 Yards verzeichnen. Als Student im zweiten Jahr im Jahr 2018 wurde er Starter der Buffaloes und verzeichnete 11 Receptions für 211 Yards und einen Touchdown im ersten Spiel der Saison gegen Colorado State. Gegen Arizona State hatte er 13 Receptions für 127 Yards mit zwei Pass-Touchdowns sowie zwei Lauf-Touchdowns. Nach der Saison 2019 mit 764 Yards und 6 Touchdowns beschloss Shenault, auf sein Abschlussjahr zu verzichten und sich für den NFL Draft 2020 anzumelden.

## NFL
Shenault wurde im NFL Draft 2020 in der zweiten Runde von den Jacksonville Jaguars ausgewählt. Als Rookie fing Shenault 58 Pässe für 600 Yards und fünf Touchdowns. In seiner zweiten NFL-Saison verzeichnete er mit 63 gefangenen Pässen für 618 Yards ähnliche Werte, dabei erzielte er jedoch keine Touchdowns, zudem fiel er mit mehreren fallengelassenen Pässen auf. Infolge der Neuverpflichtungen von Christian Kirk und Zay Jones auf der Wide-Receiver-Position gaben die Jaguars Shenault am 29. August 2022 kurz vor Beginn der Regular Season im Austausch gegen einen Siebtrundenpick 2023 und einen Sechstrundenpick 2024 an die Carolina Panthers ab.
Im April 2024 nahmen die Seattle Seahawks Shenault unter Vertrag. Nach einem schwachen Spiel in Woche 13 gegen die New York Jets, als er gleich zwei Kick Returns fumblete, wurde er entlassen, jedoch noch in derselben Woche, am 5. Dezember 2024, von den Los Angeles Chargers für den Practice Squad verpflichtet.